# Heinz-Uwe Haus
Heinz-Uwe Haus (* 6. November 1942) ist ein deutscher Schauspieler, Theaterregisseur, Buchautor und Universitätsprofessor.

## Leben
Heinz-Uwe Haus studierte zunächst Schauspiel, Germanistik und Kultur- und Theaterwissenschaften an der Hochschule für Film und Fernsehen in Babelsberg, die er mit der Bühnenreife abschloss. An der Berliner Akademie der Künste ließ er sich zum Regisseur ausbilden, seine Lehrer waren unter anderem Wolfgang Heinz und Manfred Wekwerth. Von 1970 bis 1975 arbeitete Haus als Regisseur am Deutschen Theater. Bis 1982 gehörte er als Gründungsmitglied dem Berliner Institut für Schauspielregie an, 1986 wurde er mit der Schrift „Die Bedeutung und Anwendung der Theaterarbeit Brechts bei der Entwicklung der kulturellen und nationalen Identität, erläutert am Beispiel der Republik Zypern“ an der Humboldt-Universität zu Berlin zum Doktor der Kulturwissenschaften und der Philosophie promoviert. Von 1992 bis 1993 hatte er die Leitung des Bildungszentrums Schloss Wendgräben der Konrad-Adenauer-Stiftung inne.
Als Regisseur wirkte Haus gastweise an vielen Theatern im In- und Ausland, so am Nationaltheater Weimar und dem Deutschen Theater Göttingen, in Griechenland am Athener Nationaltheater, am Ergastiri-Theater in Thessaloniki und am Regionaltheater Kalamata, am Nationaltheater Ankara und dem Zyprischen Staatstheater, ferner an Bühnen in Finnland, Italien, Kanada und den USA. Mit seinen Inszenierungen war er darüber hinaus bei Festivals wie den Internationalen Schillertagen in Mannheim oder dem Kultursommer Rheinland-Pfalz vertreten.
Seit 1997 ist Haus Professor für Regiemethodik, Dramaturgie und Theatertheorie an der University of Delaware in Newark. Gastprofessuren führten ihn an zahlreiche weitere US-amerikanische und europäische Universitäten. Haus hält weltweit Vorträge, leitet Workshops und hat zahllose Beiträge in Fachzeitschriften und ähnlichen Publikationen veröffentlicht.

## Filmografie
- 1968: Hauptmann Florian von der Mühle
- 1972: Polizeiruf 110: Ein bißchen Alibi
- 1973: Polizeiruf 110: Der Ring mit dem blauen Saphir
- 1976: Die Lindstedts – Die Bauernhochzeit

## Theater (Regie)
- 1994: Bertolt Brecht: Der kaukasische Kreidekreis (Deutsches Theater Göttingen)

## Veröffentlichungen (Auswahl)
- 2005: Das tapfere Schneiderlein, Books on Demand, Norderstedt, ISBN 978-3-8334-3150-0
- 2005: Anlauf aus der Asche, Books on Demand, Norderstedt, ISBN 978-3-8334-3549-2
- 2008: Performing and Performance (mit Utz-Uwe Haus), Books on Demand, Norderstedt, ISBN 978-3-8370-1729-8
- 2014: Die Macht und der Verlust der Seele (mit Klaus M. Schmidt), Verlag Mackinger, Bergheim b. Salzburg, ISBN 978-3-902964-00-7

## Auszeichnungen
- Ehrenbürger von Katohi (Griechenland)
- Ehrenmitglied des Zentrums Zypern des Internationalen Theaterinstituts
- Ehrenmitglied der Brecht-Gesellschaft der USA